# Communauté de communes des Hauts de Dronne
La communauté de communes des Hauts de Dronne est une ancienne communauté de communes française située dans le département de la Dordogne, en région Aquitaine.
Son nom était tiré de la Dronne, rivière qui la bordait au nord.

## Histoire
Le 29 janvier 1993, la communauté de communes des Hauts de Dronne est la première intercommunalité créée en Dordogne.
Par arrêté no 121324 du 6 décembre 2012, un projet de fusion est envisagé entre la communauté de communes des Hauts de Dronne, celle du Ribéracois, celle du Val de Dronne et celle du Verteillacois. La nouvelle entité, effective le 1er janvier 2014, porte le nom de communauté de communes du Pays Ribéracois, renommée en 2019 en communauté de communes du Périgord Ribéracois.

## Composition
De 1993 à 2013, la communauté de communes des Hauts de Dronne regroupait les quatre communes suivantes :
1. Douchapt
2. Saint-Pardoux-de-Drône
3. Saint-Sulpice-de-Roumagnac
4. Segonzac

## Démographie
Au 1er janvier 2013, pour sa dernière année d'existence, la communauté de communes des Hauts de Dronne avait une population municipale de 1 012 habitants.

## Administration
| Période      | Période       | Identité         | Étiquette | Qualité                                       |
| ------------ | ------------- | ---------------- | --------- | --------------------------------------------- |
| janvier 1993 | avril 2008    | Pierre Aubert    | PS        | Maire de Segonzac (1962-2014)                 |
| avril 2008   | décembre 2013 | Fabrice Boniface | SE        | Maire de Saint-Pardoux-de-Drône (depuis 1995) |

## Compétences
- Action sociale
- Activités culturelles ou socioculturelles
- Activités sportives
- Assainissement collectif
- Collecte des déchets
- Environnement
- Équipements ou établissements culturels, socioculturels, socioéducatifs ou sportifs
- Établissements scolaires
- Gestion de personnel
- Programme local de l'habitat
- Schéma de secteur
- Tourisme
- Transport scolaire
- Voirie
- Zones d'activités industrielle, commerciale, tertiaire, artisanale ou touristique

### Sources
- Le SPLAF (Site sur la Population et les Limites Administratives de la France)
- CC des Hauts de Dronne, base BANATIC de la Dordogne